# David Elliott (regisseur)
David Elliot is een Britse regisseur, die onder andere veel samenwerkte met Gerry Anderson. Hij regisseerde afleveringen voor Stingray, Fireball XL5, Supercar en Thunderbirds. Zijn werk stopte bij de Thunderbirds-aflevering "Path of Destruction". Hij vond het welletjes en stopte de jarenlange samenwerking met Gerry Anderson.